# Greve dos caminhoneiros no Brasil em 1999
A Greve dos caminhoneiros no Brasil em 1999 foi uma reivindicação, ocorrida em julho de 1999, durante o segundo mandato de Fernando Henrique Cardoso, por caminhoneiros que cruzaram os braços durante quatro dias. Os motoristas pediam redução da tarifa de pedágios, isenção de impostos e regulamentação da aposentadoria. À época, foi considerado o movimento grevista mais grave já enfrentado pela União.
A greve foi deflagrada após algumas reuniões entre o líder do Movimento União Brasil Caminhoneiro (MUBC), Nélio Botelho, e o então presidente Fernando Henrique Cardoso. Em menos de uma semana de greve, que mobilizou cerca de 700 mil caminhoneiros, a categoria teve atendida a maior parte das reivindicações postas na mesa para o governo federal: o preço do óleo diesel que subiu 37% de janeiro a junho daquele ano foi momentaneamente congelado. O governo também ordenou o congelamento das tarifas do pedágio, além de fixar o prazo máximo de 60 dias para a desativação das balanças que pesavam caminhões e multavam os que ultrapassassem o limite de carga.